# مارماهی باتلاقی
مارماهی باتلاقی (نام علمی: Synbranchidae) نام یک تیره از راسته مارماهی‌سانان باتلاقی است.